# 八日町通り
八日町通り（ようかまちどおり）は、富山県南砺市井波にある、井波別院瑞泉寺の門前町である。井波地域のメインストリートとしても知られる。

## 概要
八日町通りは瑞泉寺の門前町、表参道。
瑞泉寺から北側に通りが伸びており、北端は本町通り（上新町通り）に接続している。現在は多くの井波彫刻工房が軒を連ね、日本遺産に登録されている。
かつては通りの中央に川があり、約30メートルおきに橋が架かっていたといわれている。
全体的に瑞泉寺に向かって上り坂になっている。

## 接続路線
- 本町通り（上新町通り）ー八日町通りの北端に接続し、井波の市街地へとつながる。
- 六日町通り
- 三日町通り

## 沿道の名所
- 井波別院瑞泉寺
- 旧中越銀行（北陸銀行）井波支店（1924年築、旧井波美術館）[2]
- よいとこ井波
- 斎賀家住宅
- 若駒酒造